# Pitje Puck
Die Kinderbuchreihe Pitje Puck (im Original Pietje Puk) wurde von dem niederländischen Autor Henri Arnoldus erfunden und geschrieben.

## Handlung und Charaktere
Die Kinderbuchreihe handelt von Pitje Puck, dem stets gut gelaunten Briefträger des kleinen Ortes Kesseldorf. Dort wohnt er im Postamt, welches nur einen Schalter hat, zusammen mit seinem Papagei Lorchen, seiner Katze Dickerchen und seinem Hund Schlappohr. Außerdem hat er im 8. Buch (Pitje Puck auf Jagd) ein Pferd namens Trapper. Im 14. Buch (Pitje Puck hat Glück im Unglück) bekommt er eine Ziege geschenkt und im 22. Buch (Pitje Puck reitet für Kesseldorf) kauft er ein Pferd namens Jocki. Pitje Puck verheimlicht immer sein Alter, doch im 14. Buch (Pitje Puck hat Glück im Unglück) erfahren die Bewohner von Kesseldorf durch einen Zufall, dass er bald seinen 50. Geburtstag und sein 25-jähriges Dienstjubiläum als Briefträger feiern wird.
Pitje Puck weiß immer Rat und hilft den Dorfbewohnern in den verschiedensten Sachen, z. B. als Detektiv, Schneider und Hühnerkäufer.
Außerdem ist er mit dem Bäcker des Dorfes, der Windbeutel heißt, gut befreundet und die beiden spielen sich oft gegenseitig Streiche. Der meist schlecht gelaunte Schutzmann des Dorfes, der den Namen Knurrhahn trägt, droht Pitje Puck aufgrund seiner Streiche, die Pitje auch an ihm verübt, oder anderer Delikte, häufig mit Strafanzeigen. Seine Drohungen macht er allerdings nie wahr und Pitje und Knurrhahn schließen immer wieder Freundschaft, die meist aber nicht lange anhält. Bürgermeister Herrschmann versteht sich mit Pitje Puck sehr gut und ist bemüht, die Streitereien zwischen Knurrhahn und Pitje Puck zu schlichten.
Weitere Nebencharaktere sind der Metzger Fleischkloß, der Friseur Scharfschnitt, der Händler Blasi Sattelfeld, der Zimmermann Bert Sägebock, der Notar Kugelkopf, der Schneidermeister Langstich, der Arzt Pillendreher sowie der Kleinkriminelle und Wilddieb Jakob Dauerklau, der am Außenweg wohnt.
Kesseldorf ist ein kleines Dorf mit nur zehn Straßen und 400 Einwohnern.

## Bände
Seit 1958 sind 47 Original-Bände erschienen, von denen 30 Bücher in den Jahren von 1969 bis 1989 von Helmut Goeb ins Deutsche übersetzt wurden. Die Bücher sind im A. Weichert Verlag erschienen und durchgehend von Peter Wrobel illustriert.
| - 01. Pitje Puck, der spaßige Briefträger (Pietje Puk gaat op reis), 1969 - 02. Pitje Puck will Fische fangen (Pietje Puk gaat vissen), 1969 - 03. Pitje Puck macht tolle Streiche (Pietje Puk viert feest), 1969 - 04. Pitje Puck und sein Hund (Pietje Puk en zijn hond), 1969 - 05. Pitje Puck als Schneider (Pietje Puk wordt kleermaker), 1969 - 06. Pitje Puck, der Held des Tages (Pietje Puk weet raad), 1969 - 07. Pitje Puck überlistet den Dieb (Pietje Puk gaat zwerven), 1969 - 08. Pitje Puck auf Jagd (Pietje Puk op jacht), 1970 - 09. Pitje Puck als Detektiv (Pietje puk gaat filmen), 1971 - 10. Pitje Puck kann nichts erschüttern (Pietje Puk gaat kamperen), 1971 - 11. Pitje Puck sucht einen Schatz (Pietje Puk heeft geluk), 1972 - 12. Pitje Puck, die Sportskanone (Pietje Puk wordt schaatskampioen), 1972 - 13. Pitje Puck und das große Geheimnis (Pietje Puk en wordt muzikant), 1973 - 14. Pitje Puck hat Glück im Unglück (Pietje Puk en zijn vrienden), 1973 - 15. Pitje Puck löst jedes Rätsel (Pietje Puk helpt de voetbalclub), 1975 - 16. Pitje Puck auf Reisen (Pietje Puk wordt toerist), 1975 - 17. Pitje Puck räumt auf (Pietje Puk knapt het op), 1977 - 18. Pitje Puck, der Retter in der Not (Pietje Puk gaat varen), 1977 - 19. Pitje Puck auf dem Flohmarkt (Pietje Puk op de rommelmarkt), 1979 - 20. Pitje Puck, wie ihn noch keiner kennt (Pietje Puk wordt clown), 1979 - 21. Pitje Puck bei der Feuerwehr (Pietje Puk wordt brandweerman), 1981 - 22. Pitje Puck reitet für Kesseldorf (Pietje Puk gaat paardrijden), 1981 - 23. Pitje Puck fällt vom Himmel (Pietje Puk wordt parachutist), 1983 - 24. Pitje Puck wird Antiquitätenhändler (Pietje Puk wordt Pietje Antiek), 1983 - 25. Pitje Puck reizt Knurrhahn (Pietje Puk bouwt een zwembad, Pietje Puk gaat skiën), 1985 - 26. Pitje Puck spielt auf (Pietje Puk en de P.P. groep), 1985 - 27. Pitje Puck hat eine tolle Idee (Pietje Puk in het ponypark), 1987 - 28. Pitje Puck gibt nicht auf (Pietje Puk op de surfplank), 1987 - 29. Pitje Puck gewinnt die Wette (Pietje Puk redt Keteldorp), 1989 - 30. Pitje Puck ist der Beste (Pietje Puk postbode van het jaar), 1989 |

Außerdem sind ein Sammelband mit den ersten drei Büchern (Pitje Puck, der spaßige Briefträger, Pitje Puck will Fische fangen und Pitje Puck macht tolle Streiche) im Jahr 1979 und ein Jubiläumsband zum 20-jährigen Jubiläum von Pitje Puck mit vier Büchern (Pitje Puck als Detektiv (9. Buch), Pitje Puck sucht einen Schatz (11. Buch), Pitje Puck löst jedes Rätsel (15. Buch) und Pitje Puck, der Retter in der Not (18. Buch)) im Jahr 1990 erschienen.

## Hörspiele
Die Geschichten sind auch als Hörspielkassetten vertont worden.
- Briefträger Pitje Puck: gesprochen von Ernst H. Hilbich (Europa), Peter Schiff (Domino), Waldemar Müller (Intercord)
- Metzger Fleischkloß: gesprochen von Jörg von Liebenfels (Europa), Peter Schiff (Domino)
- Wachtmeister Knurrhahn: gesprochen von Franz-Josef Steffens (Europa), Hans Schwarz (Domino)
- Bäcker Windbeutel: gesprochen von Henning Schlüter (Europa), Harald Hofer (Domino)
- Frau Windbeutel: gesprochen von Elisabeth Wiedemann[3] (Europa), Ursula Keßler (Domino)
- Schneidermeister Langstich: gesprochen von Joachim Wolff (Europa), Uwe Paulsen (Domino)
- Friseur Scharfschnitt: gesprochen von Edgar Bessen
- Händler Blasi Sattelheld: gesprochen von Douglas Welbat (Europa, Folge 3) und Lothar Grützner (Europa, Folge 10)
- Wilddieb Jakob Dauerklau: gesprochen von Eckart Dux
- Bürgermeister Herrschmann: gesprochen von Richard Lauffen (Europa), Tobias Pagel (Domino)
- Papagei Lora: gesprochen von Lotti Krekel
- Notar Kugelkopf: gesprochen von Helmut Ahner (Europa)
- Erzähler: Klaus Jepsen (Domino)

### Hörspiele von Europa
Folgende Hörspiele wurden vom Europa-Hörspielverlag vertrieben:
- Pitje Puck der spaßige Briefträger
- Pitje Puck will Fische fangen
- Pitje Puck macht tolle Streiche
- Pitje Puck und sein Hund
- Pitje Puck als Schneider
- Pitje Puck der Held des Tages
- Pitje Puck überlistet den Dieb
- Pitje Puck auf Jagd
- Pitje Puck als Detektiv
- Pitje Puck kann nichts erschüttern
- Pitje Puck sucht einen Schatz
- Pitje Puck die Sportskanone
- Pitje Puck und das große Geheimnis

Darüber hinaus wurde von Europa eine MC mit dem Titel Pitje Puck bei Karstadt (1985) als Promotion / "unverkäufliches Muster" herausgebracht.

### Hörspiele von Domino / Intercord
Folgende Hörspiele sind bei Domino / Intercord unter der Regie von Kurt Vethake erschienen:
- Pitje Puck der spaßige Briefträger (Intercord)
- Pitje Puck will Fische fangen / macht tolle Streiche (Intercord)
- Pitje Puck und sein Hund (Domino)
- Pitje Puck als Schneider (Domino)
- Pitje Puck der Held des Tages (Domino)
- Pitje Puck überlistet den Dieb (Domino)
- Pitje Puck auf der Jagd (Domino)
- Pitje Puck als Detektiv (Domino)
- Pitje Puck kann nichts erschüttern (Domino)
- Pitje Puck sucht einen Schatz (Domino)
- Pitje Puck die Sportskanone (Domino)
- Pitje Puck und das große Geheimnis (Domino)
- Pitje Puck hat Glück im Unglück (Domino)
- Pitje Puck löst jedes Rätsel (Domino)
- Pitje Puck auf Reisen (Domino)
- Pitje Puck als Retter in der Not (Domino)
- Pitje Puck auf dem Flohmarkt (Domino)
- Pitje Puck räumt auf (Domino)
- Pitje Puck wie ihn noch keiner kennt (Domino)